# Mescla de energia

Energia consumida no mundo, por tipo de origem.

A mescla de energia, ou a mescla energética é o grupo de fontes variadas de energia primária, fósseis ou renováveis, que compõem um determinado abastecimento secundário de energia, normalmente elétrica, como por exemplo na habitação, na indústria ou no comércio.

## Nota semântica
Apesar do termo anglófono mix ser por vezes usado, é, de ponto de vista semântico e etimológico mais correto, usar-se a palavra mescla, já que, de acordo com o dicionário da Porto Editora, significa coisa composta por elementos diferentes, combinação ou mistura, que para o efeito sendo de energia, significa exatamente o que se tenta definir com a expressão em Inglês energy mix. Em acréscimo, o substantivo mescla provém do Latim, do verbo misculare, que por sua vez deriva de miscēre, que significa tão-somente misturar, o mesmo étimo latino que deu origem à palavra inglesa mix.